# 希贾布

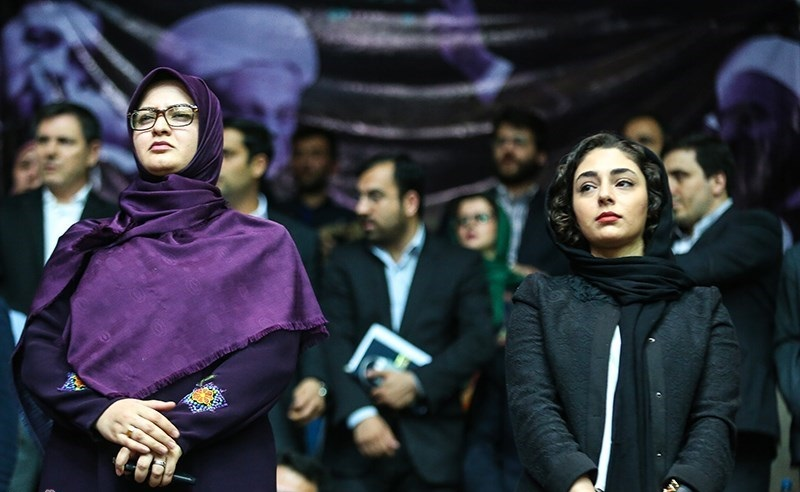

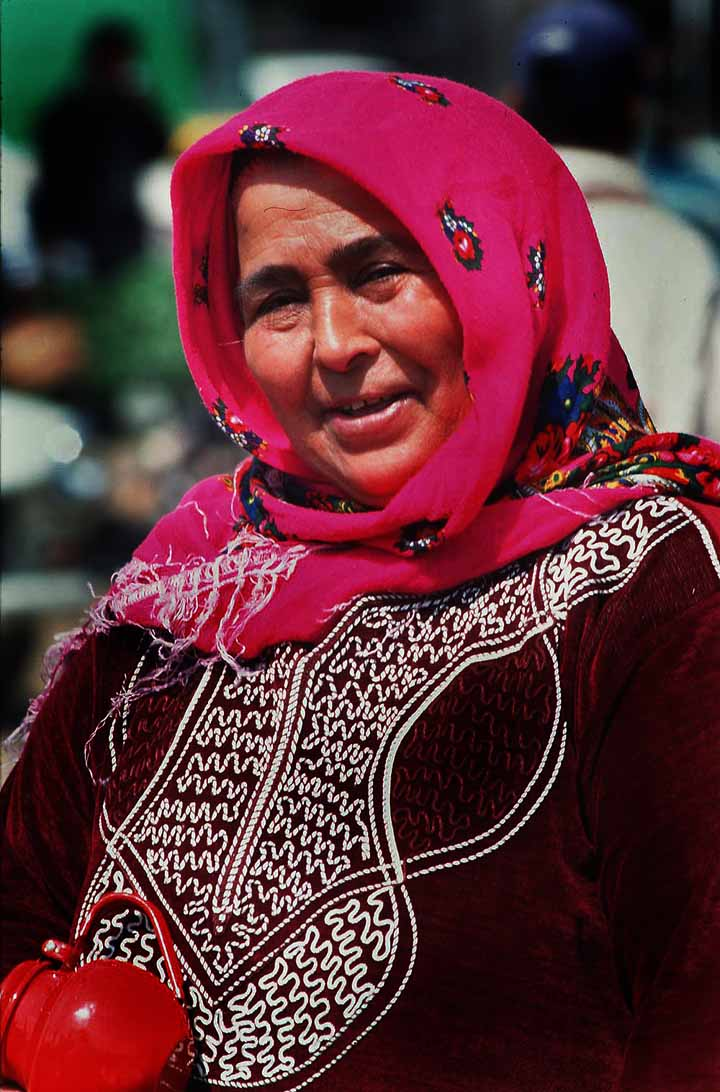
佩戴头巾的突尼斯妇女

希贾布（阿拉伯語：حجاب），指穆斯林妇女穿着的头巾，也泛指穆斯林风格的服装。在《古兰经》中，“希贾布”意为“窗帘”或者“遮盖物”。在按字面意思使用的经文中，希贾布是指将穆罕默德家的访客与其妻子的住所分隔开的窗帘。大部分伊斯兰法律将这种类型的服装定义为在公开场合遮盖除脸和手的其余身体部位的服装。按照伊斯兰教法的观点，希贾布带有谦逊、隐私、美德的含义。
穆斯林对于希贾布的穿戴有不同要求。近年来，沙特阿拉伯（针对穆斯林）、伊朗和印度尼西亚亚齐省的法律要求妇女在公共场合佩戴希贾布，而土耳其妇女则在学校和政府机关被禁止穿戴。部分欧洲和穆斯林世界的国家或地区通过了禁止在某些或所有类型的公共场所使用希贾布的法令。世界各地的穆斯林妇女也经历了非正式的不佩戴或佩戴希贾布的压力。

## 争议
法國2010年起禁止女性穿戴尼卡布（面纱）和波卡（罩袍），穿戴尼卡布或波卡的婦女將會被處罰150歐元的罰款；但并未对仅包裹头发的希贾布作出限制。如果家族中男性成員強制家人穿戴這類面紗，則有可能被罰款3萬歐元或判處一年監禁。